# Resolutie 1924 Veiligheidsraad Verenigde Naties
Resolutie 1924 van de Veiligheidsraad van de Verenigde Naties werd unaniem door de VN-Veiligheidsraad aangenomen op 27 mei 2010 en verlengde de VN-vredesmissie in Ivoorkust met één maand.
De secretaris-generaal had in zijn rapport teleurstelling geuit over tegenslagen in het vredesproces in Ivoorkust. Hij stelde voor om het mandaat van de UNICI-vredesmacht aan te passen en 500 bijkomende manschappen in te zetten in risicogebieden en het vredesproces beter te ondersteunen.

## Achtergrond
In 2002 brak in Ivoorkust een burgeroorlog uit tussen de regering in het christelijke zuiden en rebellen in het islamitische noorden van het land. In 2003 leidden onderhandelingen tot de vorming van een regering van nationale eenheid en waren er Franse en VN-troepen aanwezig. In 2004 zegden de rebellen hun vertrouwen in de regering op en namen opnieuw de wapens op. Het noorden van het land werd voornamelijk door deze Forces Nouvelles gecontroleerd. Er werden illegaal diamanten uitgevoerd via de buurlanden en wapens ingevoerd via Burkina Faso, zo concludeerden VN-experts.

## Inhoud
De Veiligheidsraad:
- Herinnert aan zijn eerdere resoluties 1911, 1893 en 1885.
- Acht het nodig dat de aanbeveling om UNOCI's mandaat grondig te herzien grondig wordt overwogen.
- Beschouwt de situatie in Ivoorkust nog steeds als een bedreiging voor de regionale vrede en veiligheid.
- Handelend onder Hoofdstuk VII van het Handvest van de Verenigde Naties.

1. Besluit het mandaat van UNOCI te verlengen tot 30 juni 2010 zoals bepaald in resolutie 1739.
2. Besluit de verleende machtiging aan de ondersteunende Franse troepen, binnen de grenzen van hun capaciteiten en inzet, te verlengen tot 30 juni 2010.
3. Besluit actief op de hoogte te blijven.

## Verwante resoluties
- Resolutie 1893 Veiligheidsraad Verenigde Naties (2009)
- Resolutie 1911 Veiligheidsraad Verenigde Naties
- Resolutie 1933 Veiligheidsraad Verenigde Naties
- Resolutie 1942 Veiligheidsraad Verenigde Naties

Lijst ·  1908 ·  1909 ·  1910 ·  1911 ·  1912 ·  1913 ·  1914 ·  1915 ·  1916 ·  1917 ·  1918 ·  1919 ·  1920 ·  1921 ·  1922 ·  1923 ·  1924 ·  1925 ·  1926 ·  1927 ·  1928 ·  1929 ·  1930 ·  1931 ·  1932 ·  1933 ·  1934 ·  1935 ·  1936 ·  1937 ·  1938 ·  1939 ·  1940 ·  1941 ·  1942 ·  1943 ·  1944 ·  1945 ·  1946 ·  1947 ·  1948 ·  1949 ·  1950 ·  1951 ·  1952 ·  1953 ·  1954 ·  1955 ·  1956 ·  1957 ·  1958 ·  1959 ·  1960 ·  1961 ·  1962 ·  1963 ·  1964 ·  1965 ·  1966